# Persoonia stricta
Persoonia stricta (лат.) — кустарник, вид рода Персоония (Persoonia) семейства Протейные (Proteaceae), эндемик юго-запада Западной Австралии. Прямостоячий или раскидистый куст с гладкой корой, листьями от линейных до лопаткообразных или продолговатых и ярко-жёлтыми цветками.

## Ботаническое описание
Persoonia stricta —прямостоячий или раскидистый куст высотой 1-5 м с гладкой корой. Молодые ветви иногда густо покрыты сероватыми волосками. Листья имеют форму от линейных до лопаткообразных или продолговатых, 60-150 мм в длину и 2,5-8 мм в ширину, с неровной поверхностью или чешуйчатые. Цветки расположены группами от четырех до двадцати пяти на цветоносном побеге длиной 3-100 мм, каждый цветок на цветоножке длиной 4-10 мм с листом или чешуйчатым листом у основания. Листочки околоцветника ярко-жёлтые, длиной 11-16 мм и в основном гладкие снаружи. Цветёт августа по декабрь, плод представляет собой гладкую костянку.

## Таксономия
Впервые вид был официально описан Питером Уэстоном в 1994 году в журнале Telopea на основе неопубликованного описания Чарльза Гарднера типовых образцов, собранных Гарднером около Манмэннинга в 1931 году.

## Распространение и местообитание
P. stricta — эндемик Западной Австралии. Растёт в редколесье и лесах между Аджаной и Манманнингом в биогеографических регионах Эйвон-Уитбелт, Джералдтон, Мерчисон, прибрежная равнина Суэйн и Ялгу на юго-западе Западной Австралии..

## Охранный статус
Вид классифицируется Департаментом парков и дикой природы правительства Западной Австралии как «не находящаяся под угрозой исчезновения».